# Vantec
Vantec Thermal Technologies ist ein privat geführtes multinationales Elektronikunternehmen mit Hauptsitz und Entwicklungsteam in den USA.
Es verfügt über ein Verkaufsbüro in Taiwan und Produktionsstandorten in Taiwan, Korea und China. Vantec designt und produziert thermische Produkte und Computer-Peripherie-Geräte. Kunden können die Produkte von Vantec von „Brick-and-Mortar electronics“ oder Onlineshops kaufen. Das Unternehmen verkauft nicht direkt an Endkunden.

## Geschichte
Vantec wurde 1994 in Fremont, CA. gegründet. Das Unternehmen begann mit der Produktion von Prozessorkühlern. In den späten 1990er bekam Vantec die Anerkennung für die beachtliche Übertaktung an AMD-Prozessoren. 2002 stellte Vantec ihr erstes Netzteil für Computer vor, das das erste auf dem Kundenmarkt erhältliche mit drei Lüftern und einem schwarzen Aluminiumgehäuse war. Das Design wurde bekannt für High-End-Netzteile, was besonderes bei Benutzern von Hochleistungensgrafikkarten sehr großen Zuspruch fand.

## Märkte
Vantec-Produkte werden weltweit vermarktet. Der Sitz in den USA organisiert den nordamerikanischen Markt. In Taiwan sitzt die Organisation für Europa, Südamerika und Asien einschließlich Australien und Neuseeland.